# 朱宸湔
樂安靖莊王朱宸湔（1477年11月23日—1542年2月8日），號純一，明朝寧藩第二代樂安王，樂安昭定王朱奠壘之孫，樂安溫隱王朱覲鑉（追封）的嫡長子。

## 生平
成化十三年十月十八日（1477年11月23日）生。後封輔國將軍。弘治元年（1488年），樂安昭定王朱奠壘去世。弘治四年九月廿七日（1491年10月29日），朱宸湔襲封樂安王。
嘉靖二十一年正月廿四日（1542年2月8日），朱宸湔去世，享年六十六歲，諡號靖莊。三年後，嫡長子朱拱欏襲爵。

## 家庭

### 妻
- 陳氏（1475年－1541年）[1]，東城兵馬副指揮陳思舜次女，弘治九年（1496年）十一月冊為樂安王妃[4]。

### 子
- 嫡長子：樂安長子→樂安端簡王朱拱欏
- 第二子：鎮國將軍朱拱栘（1504年－）[5][6]
  - 第一子：輔國將軍朱多㷢[5]
    - 第一子：奉國將軍朱謀墡[7]
- 第三子：鎮國將軍朱拱榮（1505年－）[5][6]
  - 第一子：輔國將軍朱多煨[5]
    - 第一子：奉國將軍朱謀壉[7]
      - 第一子：鎮國中尉朱統𬫩[7]

    - 第二子：奉國將軍朱謀墂[7]
      - 第一子：鎮國中尉朱統鋝[7]

    - 第三子：奉國將軍朱謀[7]
    - 第四子：奉國將軍朱謀𦥅[7]

  - 第二子：輔國將軍朱多炳[5]
    - 第一子：奉國將軍朱謀𡍫[7]
      - 第一子：鎮國中尉朱統鐭[7]
      - 第二子：鎮國中尉朱統銷[7]

    - 第二子：奉國將軍朱謀垠[7]
    - 第三子：奉國將軍朱謀坊[7]
      - 第一子：鎮國中尉朱統⿰金笓[7]

    - 第四子：奉國將軍朱謀㙊[7]
    - 第五子：奉國將軍朱謀⿰崖頁[7]

  - 第三子：輔國將軍朱多㷮[5]
    - 第一子：奉國將軍朱謀塓[7]
      - 第一子：鎮國中尉朱統錒[7]
      - 第二子：鎮國中尉朱統𨦎[7]

    - 第二子：奉國將軍朱謀垌[7]
      - 第一子：鎮國中尉朱統鋩[7]
      - 第二子：鎮國中尉朱統𨦼[7]

    - 第三子：奉國將軍朱謀玉[7]
    - 第四子：奉國將軍朱謀垂[7]

  - 第四子：輔國將軍朱多𤈦[5]
    - 第一子：奉國將軍朱謀㙉[7]
      - 第一子：鎮國中尉朱統銕[7]

    - 第二子：奉國將軍朱謀填[7]
    - 第三子：奉國將軍朱謀𡍷[7]
    - 第四子：奉國將軍朱謀憆[7]
      - 第一子：鎮國中尉朱統⿰金自[7]

  - 第五子：輔國將軍朱多燔[5]
    - 第一子：奉國將軍朱謀埴[7]
      - 第一子：鎮國中尉朱統𨭘[7]
      - 第二子：鎮國中尉朱統䃢[7]

    - 第二子：奉國將軍朱謀𡍵[7]
    - 第三子：奉國將軍朱謀耋[7]
    - 第四子：奉國將軍朱謀[7]
    - 第五子：奉國將軍朱謀都[7]

  - 第六子：輔國將軍朱多𤒩[5]
    - 第一子：奉國將軍朱謀㘫[7]
    - 第二子：奉國將軍朱謀堉[7]
    - 第三子：奉國將軍朱謀至[7]
    - 第四子：奉國將軍朱謀壡[7]
    - 第五子：奉國將軍朱謀𪤏[7]
    - 第六子：奉國將軍朱謀䞺[7]
    - 第七子：奉國將軍朱謀㙱[7]
- 第四子：鎮國將軍朱拱棠（1507年－）[5][6]
  - 第一子：輔國將軍朱多烰[5]
    - 第一子：奉國將軍朱謀壃[7]
      - 第一子：鎮國中尉朱統⿰金⿱人禹[7]

    - 第二子：奉國將軍朱謀䓰[7]
    - 第三子：奉國將軍朱謀圫[7]，萬曆三十年（1602年）因被值稅監潘相拘禁兩天，上報撫按[8]。
    - 第四子：奉國將軍朱謀𡍎[7]

  - 第二子：輔國將軍朱多𤎩[5]
    - 第一子：奉國將軍朱謀㙾[7]

  - 第三子：輔國將軍朱多炊[5]
    - 第一子：奉國將軍朱謀𡋿[7]
      - 第一子：鎮國中尉朱統鎰[7]
      - 第二子：鎮國中尉朱統⿰金蒿[7]

    - 第二子：奉國將軍朱謀坘[7]
      - 第一子：鎮國中尉朱統鐻[7]

    - 第三子：奉國將軍朱謀[7]

  - 第四子：輔國將軍朱多煩[5]
    - 第一子：奉國將軍朱謀𡎞[7]
    - 第二子：奉國將軍朱謀埞[7]
    - 第三子：奉國將軍朱謀𨾱[7]
- 第五子：鎮國將軍朱拱楠（1511年－）[5][6]
  - 第一子：輔國將軍朱多熛[5]
    - 第一子：奉國將軍朱謀遠[7]

  - 第二子：輔國將軍朱多烶[5]
    - 第一子：奉國將軍朱謀埆[7]
      - 第一子：鎮國中尉朱統鏛[7]
      - 第二子：鎮國中尉朱統鍄[7]

    - 第二子：奉國將軍朱謀𪼑[7]

  - 第三子：輔國將軍朱多燭[5]
    - 第一子：奉國將軍朱謀墱[7]
      - 第一子：鎮國中尉朱統⿰金穻[7]

    - 第二子：奉國將軍朱謀䵺[7]
    - 第三子：奉國將軍朱謀𡑆[7]

  - 第四子：輔國將軍朱多燫[5]
    - 第一子：奉國將軍朱謀壦[7]
    - 第二子：奉國將軍朱謀墢[7]
    - 第三子：奉國將軍朱謀垣[7]

  - 第五子：輔國將軍朱多熿[5]
    - 第一子：奉國將軍朱謀城[7]
    - 第二子：奉國將軍朱謀塙[7]

  - 第六子：輔國將軍朱多𤉰[7]
    - 第一子：奉國將軍朱謀重[7]

  - 第七子：輔國將軍朱多𤍿[7]
    - 第一子：奉國將軍朱謀埼[7]
    - 第二子：奉國將軍朱謀坃[7]
- 第六子：朱拱杼（1512年－）[6]